# Będkówka
Będkówka – potok będący lewobrzeżnym dopływem Rudawy. Cały bieg potoku znajduje się na Wyżynie Krakowsko-Częstochowskiej. Potok wypływa w środkowej części Doliny Będkowskiej, w gminie Jerzmanowice-Przeginia z wywierzyska zwanego źródłem Będkówki i uznanego za pomnik przyrody, płynie przez Dolinę Będkowską znajdującą się na Wyżynie Olkuskiej (przez Wodospad Szum), następnie wąwóz Zarzecze we wschodniej części Brzezinki, następnie przez Rów Krzeszowicki, gdzie lewobrzeżnie wpadają do niego potoki Stawiany (przy moście kolejowym) oraz Przymiarki. Będkówka  uchodzi  do rzeki Rudawa w miejscowości Kochanów, około 30 m od granicy miejscowości Niegoszowice, Kobylany, Kochanów i około 850 m na  południowy wschód od zabudowań w miejscowości Niegoszowice. Długość potoku wynosi ok. 12 km, wypływa z wysokości ok. 350 m n.p.m., kończy bieg na wysokości 230 m n.p.m. 
Górny bieg potoku w obrębie Doliny Będkowskiej to obszary leżące na terenie Parku Krajobrazowego Dolinki Krakowskie. Koryto potoku w tej części zbudowane jest z holoceńskiej martwicy wapiennej. Na swoim przebiegu przez Dolinę Będkowską potok zasilany jest jeszcze kilkoma mniejszymi źródłami o kryształowo czystej wodzie (m.in. Źródło z Łykawca). Potok płynie w głębokim wąwozie o zboczach zbudowanych z jurajskich wapieni. W zboczach tych wznoszą się wysokie skały, tworzące skalne iglice, granie, bramy. W górnym biegu, poniżej  skały wapiennej zwanej Dupą Słonia znajduje się na nim największy w Jurze naturalny wodospad Szum. Początek wodospadu tworzy próg powstał na wychodniach górnojurajskich wapieni. W górnej części wodospad charakteryzuje się niewielkim nachyleniem, a zakończony jest zaś stromym stopniem o wysokości ok. 4 m. U podnóża wodospadu znajduje się niewielkie, płytkie rozlewisko.

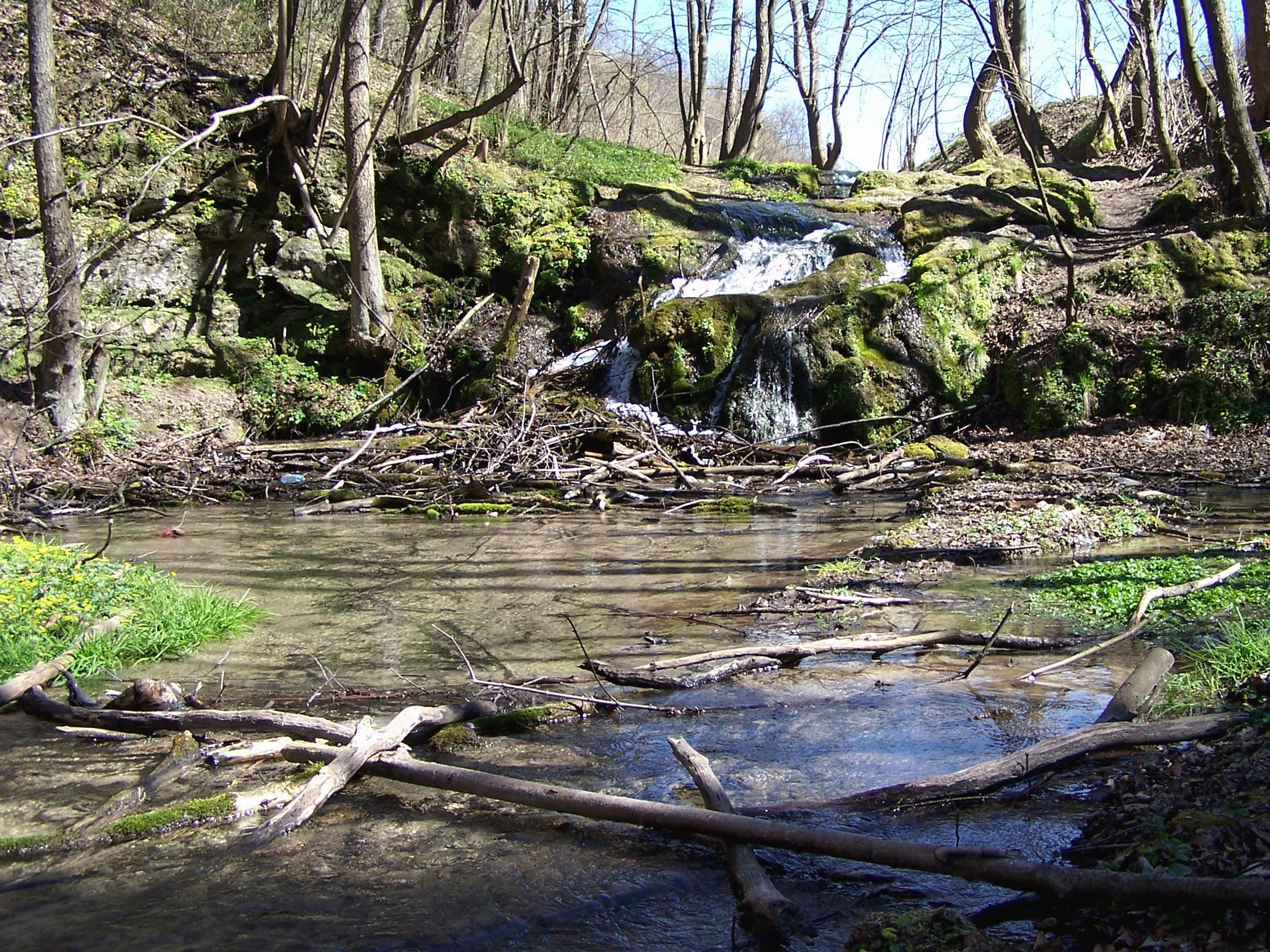
Wodospad Szum

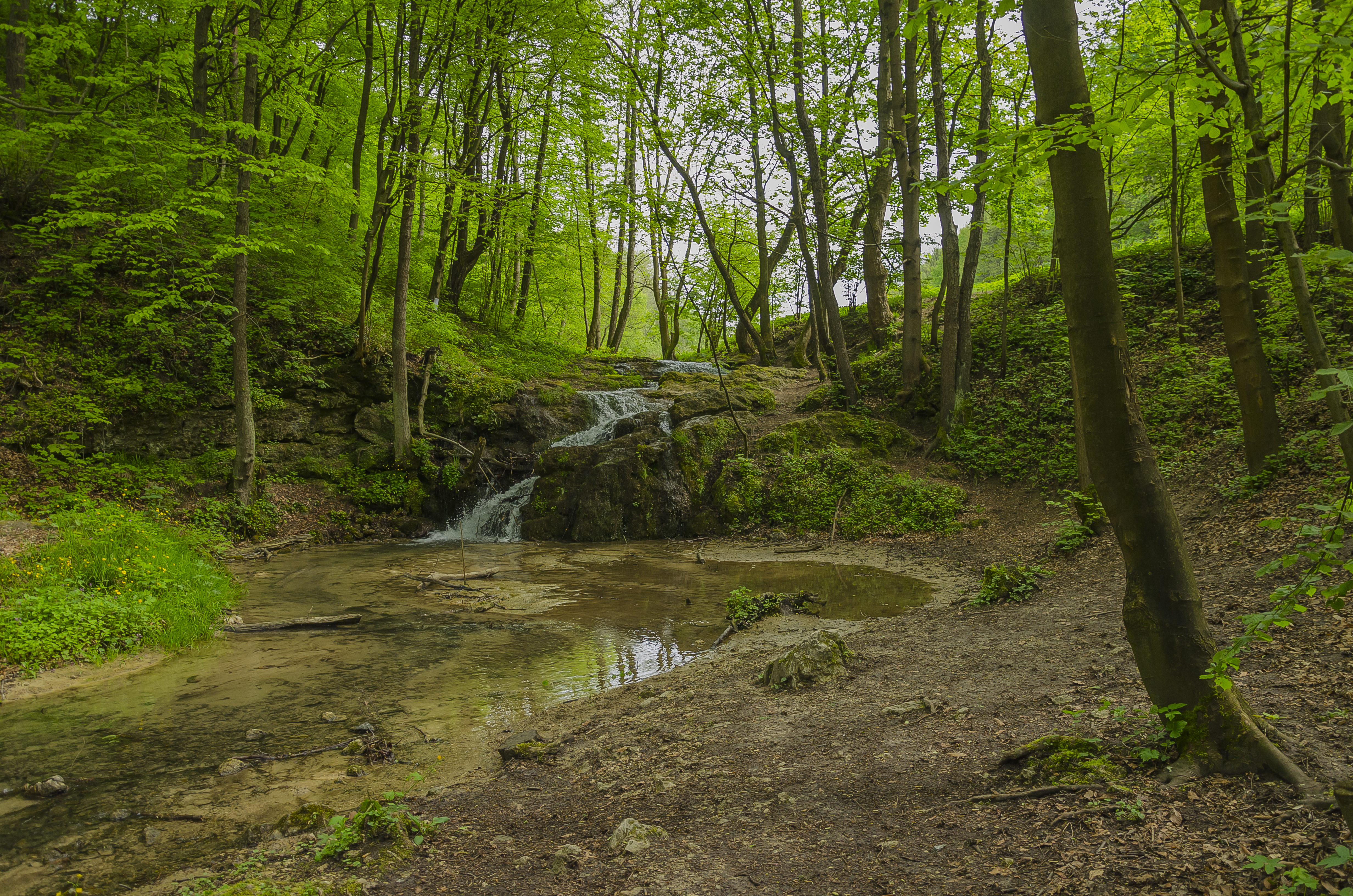

Wodospad jest jednym z najczęściej oglądanych obiektów na Jurze. Znajduje się bezpośrednio przy drodze biegnącej dnem doliny. Wodospad Szum jest jednym z punktów szlaku Jaskiniowej Doliny.
Początkowo potok płynie w kierunku południowo-zachodnim Obok potężnej skały Sokolica potok skręca w lewo, płynąc od tego miejsca w kierunku południowym. W dolnej części Doliny Będkowskiej znajduje się na nim spory wodospad na sztucznym progu, wybudowanym w miejscu dawniej istniejącego naturalnego wodospadu. Poniżej tego progu znajdują się duże stawy z hodowlą pstrąga.
W obrębie bardzo słabo zabudowanej Doliny Będkowskiej wody potoku charakteryzują się dużą czystością biologiczną. Zanieczyszczenie potoku wzrasta nieco dopiero w dolnym jego biegu, gdzie potok płynie przez użytkowane rolniczo tereny Rowu Krzeszowickiego i miejscowość Brzezinka i Niegoszowice.
Jan Długosz pisał, że ok. 1427 r. w Brzezince nad rzeką Ossobnicza (obecna Będkówka) stał młyn.

## Szlaki turystyki pieszej
– wzdłuż całego biegu potoku przez Dolinę Będkowską prowadzi szlak z Radwanowic do Ojcowskiego Parku Narodowego